# ГЕС Айвалі
ГЕС Айвалі – гідроелектростанція на північному сході Туреччини. Використовує ресурс із річки Oltu Çayı, правої притоки Чороху (впадає до Чорного моря біля грузинського міста Батумі).
В межах проекту річку перекрили греблею із ущільненого котком бетону висотою 177 метрів (від фундаменту, висота від дна річки – 118 метрів) та довжиною 391 метр. Вона потребувала 1,6 млн м3 матеріалу та утримує водосховище з об’ємом 308 млн м3.
Зі сховища через лівобережний гірський масив прокладено дериваційний тунель довжиною 10 км. Він подає ресурс до наземного машинного залу, спорудженого вже на березі Чороху трохи вище від впадіння Oltu Çayı. Тут встановили дві турбіни типу Френсіс потужністю по 65 МВт, які використовують напір у 190 метрів. Крім того, для підтримки природної течії частина води випускається біля греблі через дві турбіни потужністю по 2,6 МВт, котрі працюють при напорі у 115 метрів. Разом це обладнання повинне забезпечувати виробництво 347 млн кВт-год електроенергії на рік.
Видача продукції відбувається по ЛЕП, розрахованій на роботу під напругою 154 кВ.